# Metholcus
Metholcus is een geslacht van kevers uit de familie van de klopkevers (Anobiidae).

## Soorten
- Metholcus gracilipes Israelson, 1974
- Metholcus phoenicis Fairmaire, 1859
- Metholcus rotundicollis Schilsky, 1898